# Giorgio Azzolini
Giorgio Azzolini (La Spezia, 25 marzo 1928 – Milano, 12 aprile 2024) è stato un contrabbassista e compositore italiano.

## Biografia
Studiò a Firenze con Antonio Godoli, perfezionandosi quindi a Milano in armonia, composizione e arrangiamento. Iniziò già da giovane un'intensa attività concertistica che lo vide, tra gli altri, protagonista della formazione originaria del noto quintetto jazz Basso Valdambrini. Alla testa dei suoi gruppi fu invitato ad importanti festival jazz internazionali.
Suonò dal vivo (in più occasioni anche al Jazz Power di Milano) ed incise con noti jazzisti come Chet Baker, Billie Holiday, Herb Geller, Teddy Wilson, Helen Merrill, Stéphane Grappelli, Mal Waldron, Toots Thielemans, Dizzy Reece, Maynard Ferguson, Kenny Clarke, Conte Candoli, Slide Hampton, Gato Barbieri, Angel Pocho Gatti, Jean-Luc Ponty, Phil Woods, Lars Gullin, Buddy Collette, Franco Ambrosetti, Hugo Heredia, Tony Scott, Art Farmer, Frank Rosolino, Astor Piazzolla, Gianni Cazzola, Tullio De Piscopo.
Parallelamente all'attività concertistica si dedicò alla composizione e alla didattica, scrivendo due libri per le Edizioni Curci e diventando docente di contrabbasso presso la Scuola Civica di Jazz di Milano.
Nell'ambito della musica leggera, oltre ad una intensa attività come turnista negli studi di registrazione, partecipò a varie manifestazioni musicali e trasmissioni televisive a carattere nazionale.
Accompagnò in tournée Johnny Dorelli, Ornella Vanoni, Milva, Iva Zanicchi e il Quartetto Cetra.

## Discografia
- 1965 - A Jazz Portrait of Franco Ambrosetti Featuring Giorgio Azzolini (Durium Records, MS A 77098)
- 1965 - Tribute to Someone (Ciao ragazzi, CR LP 05000)
- 1966 - What's happening? (CAR Juke Box, JLP 330022; con Franco D'Andrea e Franco Tonani)
- 1968 - Crucial moment (CAR Juke Box, CRJ LP 00014)
- 1968 - We love Lelio (Vedette Records, VRMS 366; in trio con Lelio Luttazzi e Marco Podio)
- 1970 - Spanish Portrait (Dejavu), DJV 2000035
- 1977 - Giorgio Azzolini Big Band (Dire), FO 339
- 1987 - Giorgia Mood  SPLASC(H) Records
- 1995 - The Scicluna Street - (Right Tempo Classics), RTCL 804 LP
- 2002 - A Walk through my Life (CDpM Lion)